# Вртлац (Жирје)
Вртлац је мало ненасељено острвце у хрватском делу Јадранског мора у Шибенској акваторији.
Налази се око 2 км источно од остврца Блитвеница и око 4,5 км југозападно острва Жирје. Површина острва износи 0,018 км². Дужина обалне линије је 0,53 км. Највиши врх на острву је висок 17 м.